# 月菴宗光
月菴宗光（月庵宗光、げつあん そうこう/げったん そうこう、正中3年4月8日（1326年5月10日） - 元中6年/康応元年3月23日（1389年4月19日））は、室町時代の臨済宗大應派の僧。

## 経歴
正中3年（1326年）4月8日に美濃国恵那郡遠山荘で大江氏の一族に生まれた。
興国元年(1340年)遠山荘の大圓寺（現・岐阜県恵那市岩村町）に入り峰翁祖一に学ぶ。
のち京都の等持院の古先印元や夢窓疎石に、さらに南禅寺の竺仙梵僊に学んだ。竺仙が鎌倉の建長寺に遷るや侍香を命ぜられた。
正平6年（1351年）大圓寺に帰り峰翁祖一に仕えた。
延文年間（1356年-1361年）に、摂津国の須磨（現・兵庫県神戸市須磨区）に禅昌寺を開山。
正平16年（1361年）に伊予国八反地(現・愛媛県松山市)の宗昌寺にて大蟲宗岑の法を嗣いだ。
貞治6年（1367年）秋、但馬国の黒川（現・兵庫県朝来市生野町黒川)に雲頂山大明寺を開創した。
。
一時衰退していた天台宗の大同寺（現・兵庫県朝来市山東町早田）を、臨済宗の寺院として開山、復興した。
応安6年（1373年）筑前国の宗像（現・福岡県宗像市）に承福寺を開山した。
文中3年（1373年）伊予国の上難波（現・愛媛県松山市）に河野通定の開基にて最明寺を中興した。
永和2年（1376年）摂津国（現・兵庫県神戸市長田区）に福聚寺を開山した。
元中6年（1389年）但馬国の守護、山名時義・常熈父子が、月菴をして円通寺を創建した。
元中6年/康応元年（1389年）3月22日に但馬の大明寺で遷化した。享年64歳。
応永13年（1406年）山名常熈の請願により後小松天皇から正続大祖禅師の諡を賜わった。

## 挿話
兵庫県朝来市の大明寺の境内に球形の石がある。元は寺の北西字丸石の、溪水が石を繞って流れる地に在った。
月菴は黒川に入るや日夜この石上に趺坐した。よって坐禅石という。
後年、黒川ダムへの水没を免れるため大明寺に運ばれた。土地の伝承によれば、黒川周辺の村々ではしばしば狼の被害にあい困っていた。
ある日、座禅する月菴の傍に老いた狼が寄って来て、口中の棘となった魚の骨を抜いてくれという。月菴はこれを抜いてやった。
恩に思ったか狼は稲穂を和尚に供え、この稲穂を種籾に米を作ったところ、黒川郷は豊作に恵まれたという。黒川の米で餅を作り供養する行事は、「とげぬき御供」として今も行われている。

## 眼目
- 「即心是仏」で，「後世ノ成仏ヲ希望」したり「有相ノ仏」を求めることを戒しめ,「我心スナハチ仏ナリト信スル」ことにより、この身ながら仏になる（仏である）と教えた。
- 世阿弥の能楽論を代表する『花鏡』に、この法語から月菴の偶示が引用されており、その偈というのは，「生死去来　棚頭傀儡　一線断時　落々磊々」というもので、『花鏡』の「万能一心を縮ぐ」の項に引用している。その意味は棚の上の操り人形は糸が切れると一切がだめになってしまう。物まねを旨とする芸能も操りなので、どうにかこれを繋いで芸を生かすには演者の心が大切であるというのが世阿弥が月菴の法語から得たところの意味である。

## 法嗣・法孫
法嗣は大有理有法孫に笑堂常訴

## 関連リンク
- 『岩村町史』 9.大円寺（明覚山） - WAIP（国立国会図書館）